# UFC on ESPN: The Korean Zombie vs. Ige
UFC na ESPN: The Korean Zombie vs. Ige (também conhecido como UFC on ESPN 25 e UFC Vegas 29) foi um evento de artes marciais mistas produzido pelo Ultimate Fighting Championship que aconteceu em 19 de junho de 2021 nas instalações do UFC Apex em Enterprise, Nevada, na área metropolitana de Las Vegas, nos Estados Unidos.

## História
A luta principal foi entre o ex-desafiante do Chan Sung Jung e Dan Ige nos pesos-pena.
Estava prevista uma luta no peso-meio-médio entre Tim Means e Danny Roberts. No entanto, Roberts foi removido do emparelhamento pela promoção nos dias que antecederam o evento devido aos protocolos COVID-19, enquanto Means foi escolhido para substituir o lesionado Sergey Khandozhkouma contra Nicolas Dalby, uma semana depois, no UFC Fight Night: Gane vs. Volkov.
Uma luta no peso-mosca entre Tagir Ulanbekov e Tyson Nam aconteceria no evento. Contudo, a luta nunca foi anunciada oficialmente pela promoção e o confronto não aconteceu no card devido a uma doença recente não revelada de Ulanbekov.

## Bônus da Noite
Os lutadores receberam US$50.000 de bônus:
- Luta da Noite:  Marlon Vera vs.  Davey Grant
- Performance da Noite:  Seung Woo Choi e  Matt Brown